# استوارت کورنفلد
استوارت کورنفِلد (به انگلیسی: Stuart Cornfeld؛ ۱۳ نوامبر ۱۹۵۲ – ۲۶ ژوئن ۲۰۲۰) تهیه‌کنندهٔ اهل ایالات متحده آمریکا بود.
کورنفِلد، همکاری های متعددی با کارگردان و بازیگرِ آمریکایی، بن استیلر داشته‌است.

## فیلم‌شناسی

### به عنوان تهیه‌کننده
| سال تولید | نام فیلم                        |
| ۱۹۹۱      | کافکا                           |
| ۲۰۰۱      | زولندر                          |
| ۲۰۰۳      | دوپلکس                          |
| ۲۰۰۴      | استارسکی و هاچ                  |
| ۲۰۰۴      | داج بال: داستان یک بازنده واقعی |
| ۲۰۰۶      | تینیشس دی در پیک سرنوشت         |
| ۲۰۰۷      | تیغ شهرت                        |
| ۲۰۰۸      | ویرانه‌ها                        |
| ۲۰۰۸      | تندر استوایی                    |
| ۲۰۱۱      | بیگ یر                          |
| ۲۰۱۱      | ۳۰ دقیقه یا کمتر                |
| ۲۰۱۲      | خون‌آشام‌ها                       |
| ۲۰۱۳      | زندگی مخفی والتر میتی           |
| ۲۰۱۶      | زولندر ۲                        |
| --------- | ------------------------------- |

### به عنوان تهیه‌کنندهٔ اجرایی
| سال تولید | نام فیلم  |
| ۲۰۱۰      | ابر ذهن   |
| ۲۰۱۰      | زیردریایی |
| --------- | --------- |